# Chüjten orgil
Chüjten orgil (mong. Хүйтэн оргил, dosł. „chłodny szczyt”; chiń. upr. 友谊峰; pinyin Yǒuyì Fēng; dosł. „szczyt przyjaźni”) – najwyższy szczyt Mongolii, leżący w zachodniej części kraju, w masywie Tawan Bogd uul. W czasach socjalizmu góra nosiła nazwę Najramdal (mong. Найрамдал, „przyjaźń”) na cześć przyjaźni trzech krajów socjalistycznych (Chin, Związku Radzieckiego i Mongolii), na styku granic których ten masyw górski spoczywa. Obecnie w Mongolii powrócono do nazwy tradycyjnej.
Wierzchołek leży na granicy między Mongolią a Chinami, ale część zboczy należy też do Rosji. Zbudowany jest ze skał paleozoicznych. Szczytowe partie góry pokryte są polami wiecznego śniegu i lodowcami. Według większości źródeł zaliczany jest wraz z całym masywem Tawan Bogd uul do Ałtaju Mongolskiego. Góra ta była celem licznych wypraw alpinistycznych. Po raz pierwszy szczyt został zdobyty w 1956 roku przez Rosjanina A.N. Pieskariowa wraz z 12 Mongołami. Pierwsze polskie wejście na górę miało miejsce w 1967.

## Kontrowersje
W latach 60. i 70. XX w. wysokość Chüjtena szacowano na 4653 m n.p.m., traktując jako najwyższy szczyt Mongolii. Jednak w publikacjach z przełomu lat 70/80. XX w. zaczęto podawać wysokość Chüjtena 4355 m n.p.m. i uważano, że wyższy od niego jest Mönchchajrchan uul o wysokości 4362 m n.p.m., położony na południe od Kotliny Wielkich Jezior w Ałtaju Mongolskim. Nowsze dane przywróciły pierwszeństwo Chüjtenowi, zaś szczyt Mönchchajrchan uul uznano za drugi w kraju i podaje się jego wysokość na 4204 m n.p.m.